# Hanåstjärnen, Jämtland
Hanåstjärnen är en sjö i Bräcke kommun i Jämtland och ingår i Ljungans huvudavrinningsområde.